# 葉梨村
葉梨村（はなしむら）は静岡県の中部、志太郡に属していた村である。現在の藤枝市中部、葉梨川上流域にあたる。

## 地理
- 山：潮山
- 河川：葉梨川

## 歴史
- 1889年（明治22年）4月1日 - 町村制の施行により、下ノ郷村、花倉村、時ヶ谷村、上藪田村、中藪田村、西方村、北方村、下藪田村、中ノ合村、高田村、潮村［一部］が合併して発足。
- 1954年（昭和29年）3月31日 - 藤枝町（大覚寺上・大覚寺下を除く）、青島町、高洲村、大洲村、稲葉村と合併して藤枝市が発足。同日葉梨村廃止。

## 交通

### 道路
現在は国道1号藤枝バイパスが旧村域を通過し、藪田東インターチェンジ、藪田西インターチェンジが所在するが、当時は未開通。